# Kurdisches Institut in Paris
Das Kurdische Institut in Paris oder mit dem originalen Namen Institut Kurde de Paris ist eine Institution, die sich mit kurdischer Sprache und Kultur beschäftigt.
Gegründet wurde sie im Februar 1983 von mehreren kurdischen Intellektuellen und Berühmtheiten wie Yilmaz Güney und Yaşar Kemal. Das Institut ist eines der wichtigsten kurdischen Einrichtungen in Europa. Es gibt mehrere Zeitschriften wie das seit 1987 6-monatlich erscheinende Kurmancî, das Bulletin de liaison et d'information (Bulletin für Kontakt und Information) und das Études Kurdes (Kurdische Studien) heraus. Einige Magazine sind kurdischsprachig andere französischsprachig. Die meisten Aktivitäten des Institutes konzentrieren sich auf das Kurmandschi.
Das Institut besitzt eine große Bibliothek mit mehreren tausend Büchern und Dokumenten, Handschriften, Broschüren und Zeitschriften.
Geleitet wird das Institut von Kendal Nezan. Seine zwei Vertreter sind Abbas Vali von der Universität Swansea und Fuad Hussein von der Universität von Amsterdam.